# Gewalt
Gewalt (ゲバルト, Gewalt, littéralement « Violence » en allemand) est un seinen manga scénarisé et illustré par Kōji Kōno. Il a été prépublié dans le magazine Young King de l'éditeur Shōnen Gahōsha et a été compilé en trois tomes de septembre 2011 à mars 2012. La version française a été publiée par Doki-Doki entre octobre 2013 et février 2014.

## Synopsis
Ruito est un lycéen tout ce qu'il y a de plus normal, dans un établissement partagé en deux, avec d'un côté les élèves sérieux et de l'autre les bâtiments réservés aux élèves du cursus technique, les « Furyo » (俘虜, littéralement mauvais garçons, racaille). Lorsqu'il se fait humilier en présence de ses amis qui révèlent leur vraie nature en voulant le faire chanter, Ruito décide de passer du côté obscur et de devenir un voyou. Il apprend alors l'existence des « Gewalt 5 », un groupe légendaire de cinq jeunes combattants surdoués qui avaient autrefois tenté de pacifier les écoles de la région avant de se séparer pour une raison mystérieuse.

## Manga

### Liste des volumes
| no | Japonais          | Japonais          | Français        | Français          |
| no | Date de sortie    | ISBN              | Date de sortie  | ISBN              |
| --- | ----------------- | ----------------- | --------------- | ----------------- |
| 1 | 24 septembre 2012 | 978-4-7859-3927-4 | 9 octobre 2013  | 978-2-81892-500-3 |
| Liste des chapitres : - #1 : Break on Trough - #2 : Welcome to the Jungle - #3 : Touch of Madness - #4 : One More Red Nightmare - #5 : Wild World - #6 : Jump - #7 : Civil War                                                           |                   |                   |                 |                   |
| 2 | 22 octobre 2012   | 978-4-7859-3947-2 | 4 décembre 2013 | 978-2-81892-546-1 |
| Liste des chapitres : - #8 : Heaven and Hell - #9 : The Unforgiven - #10 : Good Times Bad Times - #11 : Confrontation - #12 : Never Die - #13 : Road to Nowhere - #14 : Freedom Slaves - #15 : Panic Attack                              |                   |                   |                 |                   |
| 3 | 25 mars 2013      | 978-4-7859-5012-5 | 5 février 2014  | 978-2-81892-567-6 |
| Liste des chapitres : - #16 : Unchained - #17 : Breakdown - #18 : Rock & Roll - #19 : Black Dog - #20 : Speed King - #21 : Atomic Punk - #22 : Crazy Train - #23 : Bloodsucker - #24 : Run Run Run - #25 : Get Up - #26 : The Other Side |                   |                   |                 |                   |

## Adaptation
Une adaptation live a été réalisée et diffusée le 30 novembre 2013, avec Ozawa Yuta (小澤雄太 (ja), Yuta Ozawa) de la troupe Exile dans le rôle de Ruito.

### Fiche technique
- Titre : Gewalt
- Titre original : Gewalt (ゲバルト?)
- Réalisation : Yamaga Takashi
- Scénario : Yamaga Takashi, d'après le manga de Kōji Kōno.
- Production : Shibuya Shoichi, Yoshihisa Yamamoto, Yamaga Takashi
- Pays d'origine :  Japon
- Genre : action
- Durée : 90 min.
- Date de sortie : 30 novembre 2013

### Distribution
- Ozawa Yuta
- Kubota Hidetoshi
- Toshiyuki Someya
- Kitadai Takashi
- Nagayama Takashi

### Édition japonaise
Shonen Gahosha
1. 1 2  (ja) « Tome 1 ».
2. 1 2  (ja) « Tome 2 ».
3. 1 2  (ja) « Tome 3 ».

### Édition française
Doki-Doki
1. 1 2  (fr) « Tome 1 ».
2. 1 2  (fr) « Tome 2 ».
3. 1 2  (fr) « Tome 3 ».